# Општа болница Прокупље
Општа болница Др „Алекса Савић” Прокупље је здравствена установа у систему здравства Србије на подручју Топличког управног округа која здравствену делатност обавља на секундарном нивоу здравствене заштите, који обухвата специјалистичко-консултативну и болничку здравствену делатност. Болница је и наставна база Медицинског факултета универзитета у Нишу и носилац  практичне наставе ученицима средње медицинске школе  др Алекса Савић.

## Положај
Болница се налази у Улици Пасјачка 2  у Прокупљу седишту истоимене општине и Топличког округа. Према попису из 2011. године,  на болницу се ослањало 90.600 становника  потенцијалних корисника здравствених услуга.

## Историја
Након што је Прокупље,  ослобођено од Турака 6. децембра 1877. године, о здравственој служби у Топличком крају старало се Министарство унутрашњих дела, по чијем налогу је  основана прва Болница у Прокупљу  1895. године, на месту где се данас налази Технички школски центар. Дужност управника болнице 1904. године обављао је др Мицић у то време и окружни физикус, док је један од среских лекар био др Алекса Савић (једна од најзначајнијих личности здравствене службе у Топлици од 1904. – 1927. године).
Прокупље је  1912. године имало једног окружног лекара и три среска: два за прокупачки и добрички округ и трећег у Куршумлији за косанички срез. Када је 1918. године подигнута болница у Куршумлији, то је значајно растереретило капацитете болницу у Прокупљу.
Зграда нове болнице у Прокупљу са 80 постеља, свечано је отворена 1929. године.  Иако је за данашње време болница била скромних могућности, она је постала основ за даљи развој  савремене здравствене заштите у Топлици, јер је Болница по први пут имала већи број лекара, савременију организацију здравствене службе, водовод, купатила, хигијенске чесме. Све то омогућило је велики напредак у односу на стање у првој болници из 1877. године када је Прокупље ослобођено од Турака.
Други светски рат погоршао је све услове живота у Прокупљу, па и оне у здравству. Окупатор је већи део болнице користио за своје потребе, а болница је била и без довољно кадрова јер се један део лекара и медицинског кадра прикључио Народноослободилачкој борби. 
Са завршетком Другог светског рата 1945. године Болница у Прокупљу  кренула је у рад  са врло малим бројем лекара и у сложеним условима рада. примера ради до 1955. године на територији Топлице радило је свега 10 лекара, са густином насељености од 20 становника/km².
Значајније промене у Болници десиле су се у периоду 1955 – 1960. године, када је бригу о здрављу Топличана водило 23 лекара, у нешто већем болничком простору и са бољом опремом. Међутим, с обзиром на површину територије региона Топлице и број становника, ни ове промене нису омогућавале већу доступност здравствене заштите нити неопходан квалитет пружених услуга.
Кључни тренутак за развој здравства у Топлици десио се 1960. године, када је  основан Медицински  факултет Универзитета у Нишу, који је омогућено школовање већег броја лекара за потребе Топличког округа. За релативно кратко време од укупног броја лекара у Топлици, Медицински факултет у Нишу завршило је 85% лекара и стоматолога . Највећи број њих запошљен је у Општој болници Прокупље, највећој здравственој установи у Топлици и јединој болници у Топличком управног округу.
Прилив нових кадрова  покренуо је и здравствени систем у Топлици које се све више развија, тако да је 1972. године здравствену заштиту у Топлици пружало 105 лекара и стоматолога. Број лекара је стално растао, тако да данас само у Прокупљу ради 214 доктора медицине и стоматологије, а у топличком округу близу њих 400.

## Болница данас
Општа Болница у Прокупљу је здравствена установа регионалног карактера, и прва према граници са Косовом и Метохијом, што говори о њеном значају и одговорности. Болница такође својим кадровима и простором, обезбедује школовање и практичну наставу ученицима средње медицинске школе "др Алекса Савић" и наставно је научна база Медицинског факултета у Нишу.
Болница је павиљонског типа,  и има секторску унутрашњу организацију. Све службе и одељења груписане су у хируршки сектор, интернистички сектор, секторе поликлиничке делатности и немедицинских послова. 
Као основа структурне реформе 2009. године донета су важна правна акта установе (правилници: о унутрашњој организацији, организацији и систематизацији послова, канцеларијском и архивском пословању, стручном усавршавању и образовању, одлука о радном времену, пословни кодекс итд.).
Оформљено је Одељење ургентне медицине, формиран је болнички санитетски транспорт, извршена је подела неуропсихијатрије на одељења психијатрије и неурологије, формирана је дневна болница на педијатрији, кренула је рециклажа медицинског отпада...
На подизање квалитета пружања здравствених услуга нарочито је утицала реконструкција одељења која су била у врло лошем стању: инфективно, урологија, ортопедија, гинекологија, и педијатрија. Извршено је и занављање медицинске опреме (нови операциони сто за ортопедију, хируршки инструментаријум стар 30 година је комплетно замењен, набављен је 4Д ултразвук, ЕМГ и ЕЕГ апарат, апарат за физикалну медицину, агрегометар... )
Историјски догађај у Болници и Прокупљу био је решавање  проблема -хемодијализе, па је тако  простор од 50 m² за дијализирање бубрежних болесника, који је годинама диктирао рад у четири смене са капицетом од свега 8 апарата, замењен је новим адаптираним простором од 600 m² који је омогућио дијализирање у 2 смене, односно проширење капацитеа на 17 апарата.
Значајни напредак здравствене заштите представља формирање одељења за продужено лечење и негу старих лица са јединицом за палијативно збрињавање.
После формирања Одељења за продужено лечење  и негу пацијентима, као логично решење, наметнуло се припајање  Онкологије као његовог одсека.  До тада је онкологија радила у просторијама зграда Дома здравља  са одређеним проблемима  у  раду ове службе, с обзиром да послови у овој служби припадају болничком нивоу збрињавања а сама служба организационо припада Болници.  Спајањем Одељења за онкологију, сви онколошки пацијенти се од тада прегледавају на једном месту: од припреме за конзилијум, преко спровођење хемотерапије кроз дневну болницу на Онкологији, до палијативног лечења на одељењу.
Промена назива
Фебруара 2012. године, Управни одбор болнице донео је одлуку да на основу гласања народа Топлице Општа болници у Прокупљу дода у свом називу и име њеног оснивача, доктора Алексе Савића.

## Делатност
Општа болница у Прокупљу обавља поликлиничку и стационарну здравствену делатност, у оквиру које:
- Прати здравствено стање становништва и здравствену заштиту у областима за које је основана и преузима и предлаже мере за њихово унапређење;
- Прати и спроводи методе и поступке превенције, дијагностике, лечења и рехабилитације засноване на доказима, а нарочито оне утврђене стручно-методолошким протоколима;
- Обезбеђује услове за стручно усавршавање запослених и за унапређење организације и услова рада;
- Спроводи мере ради спречавања нежељених компликација и последица при пружању здравствене заштите, као и мере опште безбедности за време боравка пацијената у Општој болници у Прокупљу  и обезбеђује сталну контролу спровођења ових мера;
- Организује и спроводи мере у случају елементарних и других већих непогода а у оквиру својих делатности врши послове одбране земље који се односе на планирање, организовње, припремање и оспособљавање за рад у случају ратног и ванредног стања
- Одговорна је за вршење услуга из делатности за коју је регистрована, на нивоу утврђенх  планова одбране и одлука надлежних органа;
- Организује и спроводи стручно усавршавање здравствених радника, здравствених сарадника и осталих запослених у Болници ради унапређења квалитета стручног рада и проверу тих мера ;
- Организује и спроводи мере сталног унапређења квалитета стручног рада и спроводи његову унутрашњу проверу;
- Спроводи мере ради спречавања нежељених компликација и последица при пружању здравствене заштите
- Спроводи мере опште безбедности за време  боравка пацијената у Општој болници Прокупље и обезбеђује сталну контролу ових мера.

## Организација рада
Општа болница Врање обавља здравствену делатност на секундарном нивоу која обухвата: 
- пријем и збрињавање ургентних стања,
- специјалистичко консултативне прегледе,
- дијагностичку обраду,
- лечење и рехабилитацију

## Организациона структура
Општа болница Прокупље, која обавља стационарну и специјалистичко – консултативну делатност и друге делатности  преко организоване службе за обављање специјалистичко – консултативне и стационарне здравствене делатности и друге делатности организована је на следећи начин:

### Менаџмент
Управни органи
- Директор
- Управни одбор
- Надзорни одбор

Стручни органи
- Стручни савет
- Стручни колегијум
- Етички одбор
- Комисија за унапређење квалитета рада

### Медицинска одељења, одсеци и службе
Сектор за интернистичке гране медицине
- Одсек кардиологије
- Одсек интерне медицине, са стационаром у Зитном Потоку
- Специјалистицко консултативна амбуланта
- Одсек за нефрологију и хипертензију, са хемодијализом
- Одељење за продужено лечење и негу
- Одељење интерне медицине (одсек кардиологије и одсек нефрологије и дијализе)
- Одељење пнеумофтизиологије
- Одељење неурологије
- Одељење психијатрије
- Одељење за инфективне болести
- Одсек за кожне болести
- Одсек онкологије

Служба педијатрије
- Одсек дечјег одељења
- Одсек за неонатологију

Сектор за хируршке гране медицине
- Одељење за анестезиологију са реаниматологијом
- Одељење опште хирургије
- Одељење ортопедије са трауматологијом
- Одсек специјалистичко-консултативне амбуланте
- Одељење урологије
- Одељење оториноларингологије
- Одељење офталмологије

Служба гинекологије и акушерства С
- Одсек гинекологије
- Одсек акушерства
- Одсек оперативног блока
- Одсек неонатологије

ОРЛ служба
- Одсек специјалистицко-консултативне амбуланте

Офталмолошка служба
Одсек специјалистицко-консултативне амбуланте
Неуропсихијатријска служба
- Одсек специјалистицко-консултативне амбуланте

Инфектолошка служба
Служба за анестезиологију са реанимацијом и интензивном негом
- Одсек анестезије
- Одсек реанимације

Служба физикалне медицине и рехабилитације
- Одсек реуматологије

Служба клилничко-биохемијске дијагностике
Служба за трансфузију крви и хематологију
- Одсек хемостазе и трансмисионих болести

Служба клиничке патологије
Радиолоска служба
- Одсек ултразвуцне дијагностике
- Одсек специјалистицко-консулативне амбуланате

Пнеумофтизиолошка служба са АТ диспанзером
- Одсек пнеумофтизиологије
- Одсек АТ диспанзера

Служба за медицинско снабдевање

### Немедицинске службе, одељења и одсеци
Техничка служба
- Одсек за обезбеђење
- Одсек за техничке послове
- Одсек за кухињу, са магацином и весерајем

Служба за правне и економско-финансијске послове
- Одељење за правне послове
- Одсек комерцијале  (одсек финансијске оперативе и Одсек плана и анализе)

## Резултати рада
У болници се у току године лечи око 30.000 становника, коришћењем 363 постеље. Хируршке службе за годину дана изврше око 7.500 операција, док  се специјалистичко-консултативне услуге у годишњем новоу обави око 140.000 амбулантних лекарских прегледа, медицинских интервенција и других здравствених услуга.
| Капацитет и коришћење Опште болнице Прокупље у 2015. години. | Капацитет и коришћење Опште болнице Прокупље у 2015. години. | Капацитет и коришћење Опште болнице Прокупље у 2015. години. | Капацитет и коришћење Опште болнице Прокупље у 2015. години. | Капацитет и коришћење Опште болнице Прокупље у 2015. години. | Капацитет и коришћење Опште болнице Прокупље у 2015. години. |
| Број постеља                                                 | Број исписаних болесника                                     | Број дана лечења                                             | Просечна дужина лечења (дани)                                | Просечна дневна заузетост постеља (%)                        | Обрт болничких постеља                                       |
| ------------------------------------------------------------ | ------------------------------------------------------------ | ------------------------------------------------------------ | ------------------------------------------------------------ | ------------------------------------------------------------ | ------------------------------------------------------------ |
| 354                                                          | 10.037                                                       | 78.226                                                       | 7,8                                                          | 60,5                                                         | 28,4                                                         |